# Palazzo dei Tribunali (Reggio Calabria)
Il Palazzo dei Tribunali di Reggio Calabria è uno storico edificio posto nella parte alta del centro della città. Il manufatto architettonico occupa l'isolato delimitato dalle vie Girolamo Arcovito, Domenico Muratori e dalla piazza Castello. L'edificio, progettato dall'ingegnere Farinelli, venne iniziato nel 1915 e completato nel 1926. Attualmente il palazzo ospita gli uffici giudiziari della città e, in particolare, vi si trovano la corte di Assise e la corte di Appello. L'edificio verrà presto sostituito dal nuovo palazzo di giustizia.

## Descrizione architettonica
Il palazzo costituisce una della quinte di piazza Castello, si presenta con uno stile prettamente neoclassico e si segnala per la sua imponenza e le rientranze e sporgenze della facciata principale che mettono in evidenza il corpo di fabbrica centrale caratterizzato da alcune linee monumentali. Il terreno in pendio poneva problemi che furono risolti mediante l'articolazione del Palazzo in più corpi: il corpo principale collegato con le altre parti da ampi corridoi e la grandiosa architettura degli esterni che contribuisce a dare un aspetto unitario e monumentale ad una struttura pensata con finalità di razionale distribuzione degli uffici. Il manufatto ha un impianto tipologico a doppia corte chiusa con copertura a terrazza e due piani fuori terra. Il fronte principale, di forma rettangolare e delimitato verticalmente da lesene piatte di ordine ionico poste agli spigoli, si eleva su un'ampia scalinata ad ordine unico, con un gigantesco colonnato ionico che scandisce le aperture. Il portale è costituito da tre grandi aperture architravate sovrastate da tre grandi finestroni rettangolari tripartiti e chiusi da inferriate artisticamente lavorate che ripetono le stesse linee decorative dei cancelli degli ingressi. Ai suoi lati si susseguono due serie di finestre incorniciate e sormontate da un decorato cornicione lineare in aggetto al di sopra del quale si trovano decorazioni circolari incave. Il basamento in bugnato liscio contiene le aperture del seminterrato. La parte sommitale del manufatto inizia con una grandiosa trabeazione, poco sviluppata nel rilievo ma molto alta, sopra la quale poggia la ricca cornice di gronda e si conclude con un parapetto in muratura che si innalza in corrispondenza dell'ingresso principale. Gli altri prospetti, di altezza maggiore per il dislivello dell'isolato, ripetono le stesse linee architettoniche del prospetto principale e risultano divisi orizzontalmente da ricche cornici marcapiano.